# Federazione di rugby a 15 dell'Inghilterra
La Rugby Football Union (RFU) è l'organo amministrativo del rugby in Inghilterra.
Tra le principali attività dell'Unione ci sono conferenze, organizzazione di incontri internazionali e l'educazione e la preparazione atletica dei giocatori e degli arbitri.
Le sue pubblicazioni includono manuali e guide per gli allenatori.
Le sedi si trovano a Twickenham, Middlesex, all'interno dello Stadio di Twickenham.
La Rugby Football Union e la Premier Rugby Limited (PRL) sono partner in una società chiamata England Rugby Limited (ERL), fondata per dirigere il gioco professionista di alto livello in Inghilterra.
Il fatturato della RFU nell'anno concluso, al 30 giugno 2005, è stato di 84,4 milioni di sterline, di 72,3 milioni di sterline l'anno prima; 18,9 milioni di sterline vennero spartite tra i club membri.

## Storia
Nel 1871 21 club inglesi si incontrarono in un albergo di Londra per formare la Rugby Football Union (RFU), che avrebbe elencato le regole per la prima partita giocata nel 1823 alla Rugby School.

Le squadre avrebbero dovuto essere 22 ma la rappresentanza dei Wasp non arrivò mai all'incontro inaugurale.

Leghe simili vennero organizzate negli anni successivi in Irlanda, Galles, Nuova Zelanda, Francia, Canada, Sudafrica e negli Stati Uniti.

## Contatti internazionali
Dal 1890 la RFU ha riconosciuto la International Rugby Board come l'organo governativo e di emissione delle regole a livello mondiale per il gioco nella Rugby Union. Gli organi governativi degli altri stati sono spesso chiamati con nomi simili per esempio, Irish Rugby Football Union (IRFU).

## Controversie
Nel novembre del 2000 una disputa tra la RFU e i giocatori con compensi troppo alti rischiò di sfociare in uno scandalo con la minaccia di azioni legali. Venne raggiunto un accordo, ma le relazioni tra i giocatori, l'allenatore e la RFU non furono mai più le stesse.

La RFU ebbe uno scontro con la  Premiership club così da arrivare ad azioni legali per decidere se concedere alcuni giocatori per giocare in Nuova Zelanda.

La Premier Rugby Limited ritenne che ciò differisse dagli accordi internazionali allora in vigore e stabilirono un limite per le partite che potevano essere disputate per ogni stagione dai giocatori.

## Direttore dell'Elite Club
In risposta agli incerti risultati della squadra nazionale inglese,il 18 agosto 2006 Rob Andrew venne incaricato dalla RFU di assumere la carica di direttore dell'Elite Club per supervisionare tutti gli aspetti del rugby in Inghilterra, dalle società regionali fino alla serie Senior, compresi i poteri della selezione per la formazione Senior e il potere di assumere e licenziare gli allenatori di qualsiasi livello del rugby inglese. Rob aveva anche l'incarico di mantenere i contatti tra i club più prestigiosi e la RFU per amministrare il rilascio dei giocatori dai loro club per disputare incontri a livello nazionale.

## Rugby femminile
La RFU, attraverso la sua divisione RFU Women, gestisce anche l'attività di rugby a XV femminile in Inghilterra. Da essa dipendono tutte le Nazionali femminili di categoria (Maggiore, A, U-21 e scolastiche).